# Das Wunder des Malachias
Das Wunder des Malachias är en tysk komedifilm från 1961 i regi av Bernhard Wicki.
Filmen är baserad på Bruce Marshalls roman Father Malachy's Miracle.

## Utmärkelser
Bernhard Wicki vann Silverbjörnen för bästa regi 1961.

## Rollista i urval
- Horst Bollmann - fader Malachias
- Richard Münch - Dr. Erwin Glass
- Christiane Nielsen - Helga Glass
- Günter Pfitzmann - Rudolf Reuschel
- Brigitte Grothum - Gussy
- Karin Hübner - Nelly Moorbach
- Pinkas Braun - Christian Krüger
- Kurt Ehrhardt - biskop Reuschel
- Curt Lauermann - kanik Kleinrath
- Günter Strack - kaplan Merz
- Loriot - professor
- Senta Berger - Yvonne Krüger
- Brigitte Grothum - Gussy
- Charlotte Kerr - Dr. Renate Kellinghus
- Wolfgang Spier - herr Littmann